# Ulla Wikander (historiker)
Ulla Annikki Cecilia Wikander, född 18 november 1940, är en svensk historiker och professor emerita i ekonomisk historia vid Stockholms universitet. Wikander var den första kvinnan som utnämndes till professor i ämnet ekonomisk historia. 
Wikander föddes som dotter till professorn i sanskrit Stig Wikander och hans hustru Gunnel Heikel. Efter studier i historia, arkeologi och socialantropologi med ambitionen att bli arkeolog valde hon att byta bana och arbetade 1963-1972 som filmredigerare vid Sveriges Radio i Stockholm och Malmö. Hon fortsatte sina studier och så småningom forskning vid Uppsala universitet. Hon disputerade 1977 på en avhandling om Ivar Kreugers tändsticksmonopol. Merparten av hennes forskning har ägnats åt arbetslivshistorisk forskning med genusperspektiv. Under 1980-talet vikarierade hon som professor vid Göteborgs universitet och forskade samtidigt om den internationella kvinnorörelsens framväxt. Wikander har vidare varit docent vid Uppsala universitet.
Mellan 1996 och 2006 innehade hon en professur  i ekonomisk historia.